# Zerlegungssatz von Cheeger und Gromoll
Der Zerlegungssatz von Cheeger und Gromoll ist ein Lehrsatz aus dem mathematischen Gebiet der Differentialgeometrie. Er ist von Bedeutung für die Klassifikation Riemannscher Mannigfaltigkeiten nichtnegativer Ricci-Krümmung.

## Satz
Sei {\displaystyle M} eine vollständige Riemannsche Mannigfaltigkeit nichtnegativer Ricci-Krümmung, also {\displaystyle Ric(M)\geq 0}. Wenn es eine eingebettete Geodäte {\displaystyle \gamma \colon \mathbb {R} \to M} gibt, dann ist {\displaystyle M} isometrisch zu {\displaystyle \mathbb {R} \times N} für eine Riemannsche Mannigfaltigkeit {\displaystyle N} nichtnegativer Ricci-Krümmung, also {\displaystyle Ric(N)\geq 0}.

## Geschichte
Für Flächen wurde der Satz 1936 von Stefan Cohn-Vossen bewiesen. Den allgemeinen Satz für Mannigfaltigkeiten nichtnegativer Schnittkrümmung bewies 1959 W. A. Toponogow. Den Satz in obiger Form mit der schwächeren Bedingung nichtnegativer Ricci-Krümmung fanden 1971 Jeff Cheeger und Detlef Gromoll.
Der Satz wurde später auch für Lorentz-Mannigfaltigkeiten, deren Ricci-Krümmung in Raumrichtung nichtnegativ ist, bewiesen.